# Japonia na Mistrzostwach Świata w Narciarstwie Klasycznym 2015
Reprezentacja Japonii na Mistrzostwach Świata w Narciarstwie Klasycznym 2015 – grupa zawodników i zawodniczek wybranych do reprezentowania Japonii na Mistrzostwach Świata w Narciarstwie Klasycznym 2015 w Falun.

## Zdobyte medale
Zdobyto 1 srebrny i 1 brązowy medal.

## Wyniki reprezentantów Japonii

### Biegi narciarskie
Zawodniczki:
- Masako Ishida
- Yuki Kobayashi

| Zawodniczka    | Sprint Klasyczny | 15km Łączony | Drużynowy | 10Km Indywidualnie | 4x5km | 30km k |
| -------------- | ---------------- | ------------ | --------- | ------------------ | ----- | ------ |
| Masako Ishida  | -                | 17           | -         | 7                  | -     | 19     |
| Yuki Kobayashi | -                | 34           | -         | 11                 | -     | 30     |

Zawodnicy:
- Hiroyuki Miyazawa
- Takatsugu Uda
- Akira Lenting
- Keishin Yoshida

| Zawodnik          | Sprint Klasyczny | 30 łączony | Drużynowy | 15 indywidualnie | 4x10km | 50 km klasykiem |
| ----------------- | ---------------- | ---------- | --------- | ---------------- | ------ | --------------- |
| Hiroyuki Miyazawa | 25               | -          | 16        | -                | 12     | 40              |
| Akira Lenting     | -                | 25         | 16        | 44               | 12     | 39              |
| Keishin Yoshida   | -                | 20         | -         | -                | 12     | 17              |
| Takatsugu Uda     | -                | 37         | -         | 33               | 12     | 33              |

### Skoki narciarskie
Kobiety:
- Yūki Itō
- Sara Takanashi
- Yūka Setō
- Kaori Iwabuchi

| Zawodniczka    | HS100 | Mieszany |
| -------------- | ----- | -------- |
| Yūki Itō       | 2     | 3        |
| Sara Takanashi | 4     | 3        |
| Kaori Iwabuchi | 36    | -        |
| Yūka Setō      | 31    | -        |

Mężczyźni:
- Taku Takeuchi
- Daiki Itō
- Noriaki Kasai
- Kento Sakuyama
- Junshirō Kobayashi

| Zawodnik           | HS100 | Mieszany | HS134 | HS134 Drużynowy |
| ------------------ | ----- | -------- | ----- | --------------- |
| Taku Takeuchi      | 5     | 3        | 24    | 4               |
| Noriaki Kasai      | 36    | 3        | 11    | 4               |
| Daiki Itō          | 12    | -        | 28    | 4               |
| Junshirō Kobayashi | 28    | -        | 13    | 4               |
| Kento Sakuyama     | -     | -        | -     | -               |

### Kombinacja norweska
- Hideaki Nagai
- Taihei Katō
- Akiro Watabe
- Yoshito Watabe
- Takehiro Watanabe

| Zawodnik          | HS100/10KM | HS100/4x5KM | HS134/10KM | HS134/2x7,5KM |
| ----------------- | ---------- | ----------- | ---------- | ------------- |
| Hideaki Nagai     | 18         | 6           | -          | -             |
| Taihei Katō       | 17         | 6           | 20         | -             |
| Akiro Watabe      | 6          | 6           | 7          | 6             |
| Yoshito Watabe    | 7          | 6           | 18         | 6             |
| Takehiro Watanabe | -          | -           | 28         | -             |